# Gentiana boryi
Gentiana boryi (лат.) — вид двудольных растений рода Горечавка (Gentiana) семейства Горечавковые (Gentianaceae). Впервые описан швейцарским ботаником Пьером Эдмоном Буассье в 1838 году.

## Распространение и среда обитания
Эндемик Испании, известный из Кантабрийских гор, гор Сьерра-де-Гредос и Сьерра-Невада.
Растёт на высоте более 1400 м.

## Ботаническое описание
Небольшое дерновинное травянистое растение со стеблем до 5 см высотой.
Листья яйцевидной или продолговатой формы, размещены супротивно, с цельным хрящеватым краем.
Цветки одиночные, правильные, колокольчатой формы, пятичленные. Чашечка наполовину сросшаяся в трубку, лопасти треугольные. Венчик сростнолепестный, с зеленовато-синеватыми лопастями, между каждыми из которых которыми имеется по беловато-синеватому придатку.
Плод — коробочка.
Цветёт с июля по сентябрь.

## Природоохранная ситуация
Находится под особым наблюдением (статус «D») в регионе Эстремадура, а также имеет статус уязвимого вида («VU») в Андалусии.
В Красной книге Испании имеет статус уязвимого вида (VU) по критерию МСОП D (численность популяции, вероятно, не превышает 1000 особей, либо ареал популяции или количество субпопуляций позволяют предположить возможное полное исчезновение за короткое время в неопределённом будущем).